# Alessandro Bausani
Alessandro Bausani (Roma, 29 maggio 1921 – Roma, 12 marzo 1988) è stato un islamista, arabista, iranista, storico delle religioni e traduttore italiano, uno dei massimi studiosi italiani dell'islam, traduttore e commentatore di una delle più importanti versioni in lingua italiana del Corano, glottoteta ed esperantista.

## Biografia
Si laureò in Lettere nel dicembre 1943 all'Università di Roma La Sapienza,  discutendo una tesi sugli "Sviluppi storici della sintassi neopersiana".
Dal 1944 al 1951 fu Lettore volontario e poi incaricato presso la cattedra di Lingua e letteratura persiana dell'Università di Roma. Dal 1951 al 1954 Lettore ordinario. Dal 1955 al 1956 Professore incaricato nella stessa disciplina.

## Attività accademica
Dal 1956 al 1971 Bausani insegnò dapprima 'Lingua e Letteratura persiana' e 'Lingua e letteratura indonesiana' all'Istituto Universitario Orientale di Napoli in cui istituì l'insegnamento di 'Lingua e Letteratura urdu' e 'Letteratura persiana dell'India', dopo esser stato già affidatario dell'insegnamento di urdu e di hindi. Successivamente insegnò Islamistica alla Scuola Orientale della Facoltà di Lettere e Filosofia dell'Università di Roma "La Sapienza".
In entrambe le università, che con quella di Venezia erano quelle maggiormente specializzate nelle discipline orientalistiche, suscitò notevole interesse fra gli studenti, creando una scuola ancor oggi assai attiva nel campo degli studi mistico-religiosi del mondo islamico, tanto sunnita quanto sciita, traducendo tra l'altro le poesie di Muhammad Iqbal (Parma, 1956), come pure quelle di Nizami, di Omar Khayyam e di Gialal al-Din Rumi.
Fu anche docente di 'Storia delle religioni' (fece parte del gruppo riunito da Angelo Brelich - allievo di Károly Kerényi, Andreas Alföldi e Raffaele Pettazzoni - attorno alla rivista Studi e Materiali di Storia delle Religioni) e incaricato di storia e filosofia del Medio ed Estremo oriente presso l'Istituto Universitario Orientale di Napoli.
Fu Socio corrispondente 1967, e nazionale 1983, dell'Accademia dei Lincei.
Fu anche Presidente dell'Istituto per l'Oriente di Roma.

### Contributo all'islamistica
Alla fine degli anni sessanta Bausani provò a dotare l'Islamistica di un impianto teorico, col quale non tutti gli studiosi di storia e cultura dell'islam si trovarono e si trovano d'accordo. Per Bausani l'Islamistica è una disciplina di studi storico-religiosi il cui compito principale è uscire dallo studio meramente storico-filologico di lingue e letterature dell'Islam per proporre vere e proprie "sintesi", grazie anche all'apertura verso altre discipline umanistiche. L'islamistica racconta una realtà che, anche al di là del dato meramente religioso, si presenta come transnazionale, translinguistica e per molti versi anche transculturale: si deve dunque dotare di uno strumentario metodologico multidisciplinare.
La funzione di "sintesi" dell'islamistica auspicata da Bausani non si è mai completamente espletata anzi, molto spesso è stata messa in secondo piano. Probabilmente all'insuccesso del suo progetto ha concorso l'ancoraggio all'ormai obsoleto impianto teorico della "storia delle religioni" così come veniva insegnata dai grandi maestri del passato.

### Lingue
Fu un grande conoscitore di lingue, oltre una trentina, fra cui tutte quelle più importanti del mondo occidentale (ma anche l'albanese, il maltese e il basco), le principali lingue del mondo islamico (arabo, persiano, turco, indonesiano, urdu, pashto), nonché cinese, russo, la lingua pasquense e quella dei nativi americani cherokee.
Fu tra l'altro artefice di una lingua artificiale, il markuska. Con gran parte di queste lingue era in grado di tenere conferenze in uno dei tanti centri di cultura orientalistica di cui faceva parte.

## Vita privata
Bausani praticava la Fede Bahá'í, religione universale fondata dal Bahá'u'lláh alla fine del XIX secolo, sulla quale scrisse numerosi saggi e tenne moltissime conferenze.
Lasciò in legato al Centro Mondiale Bahá'í di Haifa la sua preziosa e rara biblioteca personale.

## Opere
La sua imponente opera enciclopedica, caratterizzata da un profondo interesse per la religione e la storia, per le lingue e le letterature, comprende Persia religiosa, da Zaratustra a Bahá'u'lláh, l'unico esauriente testo occidentale sulla storia religiosa della Persia, "La letteratura neopersiana", la più completa storia della letteratura neopersiana in italiano, il volumetto I Persiani tradotto in inglese nel 1971 (tre opere, queste, che nella sua breve prefazione egli stesso definì il suo "trittico" sulla cultura iranica), la migliore traduzione italiana del Corano che occupa un posto di rilievo nella sua vastissima bibliografia,  e oltre trecento dotti libri e articoli sui molti temi di suo interesse. La sua Bibliografia, aggiornata al 1º maggio 1981 e messa a punto dal suo allievo Alberto Ventura, si trova nel volume La bisaccia dello sheikh. Omaggio ad Alessandro Bausani, nel sessantesimo compleanno, stampato a Venezia il 29 maggio 1981 a cura di un suo eccellente allievo, Gianroberto Scarcia, al quale lasciò la sua cattedra alla Scuola Orientale della Facoltà di Lettere e Filosofia dell'Università di Roma "La Sapienza".
Il 25 ottobre 2018 in occasione dei 30 anni dalla sua scomparsa, l'Università di Parma ha programmato una giornata di studio “Alessandro Bausani fra Orientalismo, Interlinguistica e Fede Bahá’i”.
Nel 2021 in occasione del giubileo della sua nascita,  l'Università degli Studi di Parma diede alla stampa una raccolta bibliografica di Anna Mazza, nata dal lavoro di tesi di laurea in Lettere discusso presso l'Università di Parma, Dipartimento di Discipline Umanistiche,Sociali e delle Imprese Culturali, intitolata "Il Fondo Alessandro Bausani dell'Assemblea Spirituale Nazionale dei Bahá'í d'Italia"

### Opere principali
- Omar Khayyam, Quartine (Roba'iyyat), tr. it e cura A.B., Torino 1956
- Ibn Sina (Avicenna), Opera poetica, tr. e cura A.B., Venezia 1956
- Postille a Cor. 2., 248 - 39., 23 - 20., 15, in Studi orientalistici in onore di Giorgio Levi Della Vida, 1956, vol.I, pp. 32–51
- Note per una tipologia del monoteismo,
- La storia della religioni negli ultimi cinquanta anni, in “Scientia”, 51, 1957, pp. 1–7
- Persia Religiosa: Da Zaratustra a Bahā’u’llāh, Milano, 1959; tr. Religion in Iran, New York, 2000
- Storia delle letterature del Pakistan: Urdu, Pangiābī, Sindhī, Belucī, Pasc’tō, Bengali Pakistana, Milano, 1958; 2ª ed., Firenze-Milano, 1968
- La letteratura neopersiana, in A. Pagliaro-A.B., Storia della Letteratura persiana, Milano, 1960, pp. 151–898; 2ª ed., Firenze-Milano, 1968
- La religione nell'U.R.S.S., a cura di A.B.; prefazione di E. De Martino, Milano, 1961
- I Persiani, Firenze, 1962 (tr. ingl., The Persians, London, 1971)
- Malesia: Poesie e leggende, a cura di A.B., Milano, 1963
- Can Monotheism be taught? (Further Considerations on the Typology of Monotheism, in “Numen”, 10, 1963, pp. 168–201
- Origine del linguaggio o origine delle lingue attuali?, “Scientia”, 58, 1964, pp. 1–10
- Per una lettura comparata delle lingue islamiche, in Atti del II Congresso di Studi arabi e Islamici, Napoli, 1967, pp. 145–56.
- Nezami di Ganjè, Le sette principesse, Bari, 1967; nuova ed. Milano, 1982
- Le letterature del sud-est asiatico: Birmana, siamese, laotiana, cambogiana, vietnamita, giavanese, malese-indonesiana, filippina, Firenze-Milano, 1970
- L'Islam non arabo, in Storia delle religioni, fondata da P. Tacchi Venturi, ed. interamente rifatta e ampliata diretta da G. Castellani, vol. V, Torino, 1970-1971, pp. 179–211
- Religioni nuove sorte dall’Islam, in Storia delle religioni, fondata da P. Tacchi Venturi, ed. interamente rifatta e ampliata diretta da G. Castellani, vol. V, Torino, 1970-1971, pp. 213–274
- Cinquant’anni di islamistica, in AA.VV, Studi sul Vicino Oriente in Italia dal 1921 al 1970, Roma, 1971, vol. 2, pp. 1–26
- L’Iran e la sua tradizione millenaria, Roma, 1971
- A. Pigafetta, L’Indonesia nella relazione di viaggio di Antonio Pigafetta, a cura di A.B., Roma, 1972
- Islam in India. Tipologia di un contatto, Roma, 1973.
- Islam e Cristianesimo: divergenze e convergenze di fondo, in Tavola rotonda sul tema: Cristianesimo e Islamismo (Roma 17-16 aprile 1972), Roma, 1974, pp. 7–27
- Islam as an essential part of Western Culture, in Studies on Islam: A Symposium on Islamic Studies organized in cooperation with the Accademia dei Lincei in Rome, Amsterdam-London, 1974, pp. 19–36
- L’esperienza religiosa in Capitini, in “Annali della Scuola Normale Superiore di Pisa”, Classe di Lettere e Filosofia, 1975, pp. 329–337
- L’Enciclopedia dei Fratelli della Puritā, Riassunto, con Introduzione e breve commento, dei 52 Trattati o Epistole degli Ikhwān as-Safāʾ, Napoli, 1978
- Gialal ad Din Rumi, Poesie mistiche, tr. it. e cura A.B., Milano, 1980
- L’Islam, Milano, 1980
- La Bbona Notizia. Vangelo di Matteo, nella versione romanesca di A. B., Recco (Genova), 1992; nuova ed. Roma 2015

### Principali traduzioni di testi religiosi
- Corano, traduzione dall'arabo, 1955.
- Omar Khayyam, Quartine (Roba'iyyat), Torino, Einaudi, 1956 (Rubaiyat of Omar Khayyam)
- Avicenna, Opera poetica, Roma, Carucci, 1956 (Poetic Works)
- Testi religiosi zoroastriani, trad. it. e cura A.B., 1957
- La bbona notizzia. Vangelo di Matteo nella versione romanesca di Alessandro Bausani, Gruppo Editoriale Insieme, Recco (Ge) 1992[9]

### Traduzioni dal persiano
- Omar Khayyam, Quartine (Roba'iyyat), Einaudi, Torino 1956
- Avicenna, Opera poetica, Venezia 1956
- Rumi, Poesie mistiche, Rizzoli-BUR, Milano 1980
- Nezami, Le sette principesse, Rizzoli-BUR, Milano 1982
- Muhammad Iqbal, Il poema celeste, Leonardo da Vinci, Bari 1965Nezami, Le sette principesse, Milano, Rizzoli-BUR, 1982 (The Seven Princesses)

### Saggi
- "Sguardo alle letterature del Pakistan", in Oriente Moderno, XXXVII (1957), pp. 400–424.
- Storia delle letterature del Pakistan. Urdu, Pangiâbî, Sindhî, Beluci, Pasc'tô, Bengali, Pakistana, Milano, 1958
- Pazzo sacro nell'Islam, Studi e materiali di storia delle religioni. A cura di M. Pistoso, Milano-Trent, Lumi Editrice 2000.
- Persia Religiosa, da Zaratustra a Bahá'u'lláh, 1959.
- Il Corano, Firenze, Sansoni, 1961.
- Storia della Letteratura persiana, 1960.
- I Persiani, Firenze, Sansoni, 1962.
- L'Islam non arabo, in Storia delle religioni, fondata da P. Tacchi Venturi (ed. interamente rifatta e ampliata), Torino, 1970-1.
- Le lingue inventate, Roma, 1974 (trad. tedesca abbreviata e anticipata Geheim- und Universalsprachen: Entwicklung und Typologie, Stoccarda, 1973).
- Buddha, Chiasso, 1973.
- L'Enciclopedia dei Fratelli della Purità, Napoli, Istituto Universitario Orientale, 1978.
- L'Islam, Milano, Garzanti, 1980.
- La fede Bahá'í e l'unità del genere umano.
- Saggi sulla fede Bahá'í, Roma, Casa Editrice Bahá'í, 1991[10].
- Una rosa d'oriente.
- I fratelli della purità: Introduzione e commento ai 52 trattati degli Ikhwan As-Safa.[11]

### Scritti sull'autore
- AA.VV., La bisaccia dello Sheikh. Omaggio ad Alessandro Bausani islamista nel sessantesimo compleanno, “Quaderni del seminario di Iranistica, Uralo-Altaistica e Caucasologia dell’Università degli Studi di Venezia”, 19, 1981
- A.A.V.V, Un ricordo che non si spegne. Scritti di docenti e collaboratori dell’Istituto Universitario Orientale di Napoli in memoria di Alessandro Bausani, Napoli, 1995
- A.A.V.V., In memoria di Alessandro Bausani nel decennale della morte, Oriente Moderno, 57 (78), 1998, pp. 421–529
- Astori D., con la collaborazione di Di Matteo S., Stirparo S., Alessandro Bausani (1921-1988) fra orientalismo, interlinguistica e fede Baha’i. A 30 anni dalla morte, Parma, 2019
- Gabrieli F., "Profilo di Alessandro Bausani", in Scarcia Amoretti-Rostagno 1991, vol. 1, pp. IX-XII, poi in Id.,Orientalisti del Novecento, Roma, 1993, pp. 170–182
- Greco G., "Da Cristo a Marx a Bahá’u’lláh", in Gente, 10 marzo, 1979, pp. 52–58 (intervista a A. B.)
- Lo Jacono C. (a cura di), Il retaggio culturale di Alessandro Bausani a un trentennio dalla sua morte, Roma, 11-12 ottobre 2019, Roma, Fondazione Leone Caetani dell'Accademia Nazionale dei Lincei-Istituto per l'Oriente C. A. Nallino, 2021
- Moscati S., "Ricordo di Alessandro Bausani", Rivista degli Studi Orientali, 66, 1993, pp. 197–199.
- Piemontese A. M., "Cinquant’anni di persianologia", in AA.VV., Gli studi sul Vicino Oriente in Italia dal 1921 al 1970, Roma, 1971, vol. 2, pp. 307–408
- Pistoso M., "Introduzione", in A.B., Il pazzo sacro nell’Islam, 2000, pp. 7–14
- Poggi V.,"Preti a colloquio con Alessandro Bausani", Rivista di Studi Orientali, 66, 1993, pp. 201–208.
- Savi J., "L’esperienza religiosa di Alessandro Bausani", Roma, 2008
- Scarcia Amoretti B., "Alessandro Bausani", https://www.iranicaonline.org/articles/bausani-alessandro-prolific-italian-orientalist-in-several-fields
- Scarcia Amoretti B., Rostagno L. (a cura di), Yād-nāma. In memoria di Alessandro Bausani, vol. I (Islamistica), vol. II (Storia della scienza, linguistica, letteratura), Roma, 1991
- Ventura A., "Alessandro Bausani islamista (1921-1988): ricordo nel primo anniversario della morte", Islam, 8, 1989, pp. 5–13